# Lee Sharpe
Lee Stuart Sharpe (nascido em 27 de Maio de 1971) é um ex-jogador profissional de futebol inglês e atual comentarista.
Sharpe jogou pelo Manchester United de 1988 até 1996. Ele jogou oito vezes pela Seleção Inglesa, mas a sua carreira não conseguiu atingir o seu potencial depois dele deixar o Manchester United. 
Sharpe mudou-se para o Leeds United em 1996, mas as lesões o prejudicaram e ele foi emprestado ao Sampdoria no início da temporada 1998-99. Ele foi emprestado ao Bradford City, em Março de 1999. Esse acordo que se transformou em uma transferência permanente no final da temporada. Ele permaneceu no Bradford por três temporadas, depois ele se mudou para a Islândia para jogar pelo Grindavík em 2003.
Ele se aposentou do futebol profissional em 2003, mas retornou brevemente ao futebol em 2004, jogando pelo Garforth Town, mas seu retorno foi de curta duração.

## Carreira

### Torquay United
Sharpe, que nasceu em Halesowen, Worcestershire, era um torcedor do Aston Villa, mas começou sua carreira no Torquay United. No entanto, em sua primeira temporada com eles, depois de apenas 16 jogos, o Manchester United notou seu potencial e o contratou em junho de 1988 por £ 200.000.

### Manchester United
Sharpe fez sua estréia pelo Manchester United em 24 de setembro de 1988 em uma vitória por 2-0 sobre o West Ham United na Primeira Divisão, aos 17 anos. Suas chances na equipe titular aumentaram em novembro com a saída de Jesper Olsen e foram reforçadas quando o novo contratado, Ralph Milne, não correspondeu às expectativas. Sharpe terminou a temporada 1988-89 com 22 jogos no campeonato, embora não tenha conseguido marcar gol e o United tenha terminado em uma decepcionante 11º posição. Ele jogou 30 jogos em todas as competições naquela temporada.
Na temporada seguinte, Sharpe fez seu primeiro gol com a camisa do United em uma vitória por 5 a 1 sobre o Millwall em 16 de setembro de 1989. Ele jogou 18 partidas no campeonato naquela temporada (e 20 em todas as competições), mas não conseguiu jogar na final da Taça de Inglaterra, que o United venceu por 1 a 0 contra o Crystal Palace. Alex Ferguson escolheu o novo contratado, Danny Wallace, como sua primeira escolha para a temporada 1989-90.
Ele desempenhou um papel fundamental no título da Taça dos Clubes Vencedores de Taças em 1990-91,  marcando um gol na semifinal contra o Legia Varsóvia (1-1). Ele também marcou um hat-trick contra o Arsenal no Highbury, na quarta rodada da Copa da Liga, em 28 de novembro de 1990 em um jogo que o United venceu por 6-2. O próprio Sharpe cita esse jogo como uma das melhores lembranças de sua carreira no futebol. Ele era agora o titular do United, à frente de Danny Wallace, apesar de um novo rival para a posição estar emergindo: Ryan Giggs, na época com 17 anos.
Depois de se firmar na posição, Sharpe foi convocado para a Seleção Inglesa pouco antes de completar 20 anos, apesar de ter ficado na reserva de John Barnes. Infelizmente, ele ficou sem jogar por longos períodos de tempo devido as lesão e  uma meningite viral no outono de 1992 e quando sua forma física se recuperou, a forma de Ryan Giggs fez com que ele normalmente jogasse fora de posição: na esquerda (disputando posição com Denis Irwin) ou na ala direita, competindo por um lugar com Andrei Kanchelskis que chegou em março de 1991.
Ele disputou jogos suficientes para conquistar a medalha de campeão da Premier League na temporada 1992-93, e acrescentou outra na temporada 1993-94 com 30 jogos e marcou nove gols no campeonato (11 em todas as competições). Ele entrou como um substituto na final da FA Cup contra o Chelsea. O United ganhou o dobro quando ganhou a Premier League e a FA Cup naquela temporada.
Sharpe é lembrado pelo seu gol memorável contra o Barcelona, durante o empate por 2 a 2 na fase de grupos da Liga dos Campeões de 1994-1995. Ele também fez uma assistência neste jogo, cruzando para Mark Hughes fazer o primeiro gol do jogo..
A temporada 1994-95 foi difícil para o United, com vários jogadores de fora por períodos significativos, devido a lesões. Sharpe foi um deles, ele perdeu alguns jogos devido a uma fractura no tornozelo. O United terminou a temporada sem títulos importantes, terminando em segundo lugar na Premier League e na FA Cup quando perdeu por 1-0 para o Everton.
No início da temporada 1995-96, Andrei Kanchelskis foi vendido para o Everton e parecia possível que Sharpe iria se estabelecer com titular na ponta-direita, especialmente quando ele marcou duas vezess na vitória de 3 a 2 sobre o Everton em 9 de setembro de 1995.
Com Ryan Giggs retornando à boa forma na ala esquerda e Denis Irwin retornando à esquerda, o lado direito do meio-campo parecia a melhor oportunidade de Sharpe ser titular.  No entanto, David Beckham, de 20 anos, estreou na temporada e deixou Sharpe sem um lugar garantido no time titular, apesar de ter sido selecionado para a maioria dos jogos da temporada. Ele jogou 31 dos 38 jogos da Premier League, marcando quatro gols. Ele foi reserva na vitória por 1-0 na final da FA Cup sobre o Liverpool em 11 de maio, mas não entrou em campo, embora tenha conquistado sua segunda medalha de campeão da FA, que acabou sendo o seu último grande troféu.
No total, ele jogou 265 jogos pelo Manchester United ao longo de oito anos, marcando 36 gols.

### Leeds United
Depois de oito anos em Old Trafford, ele foi para o Leeds United em 10 de agosto de 1996, por uma taxa de £4,5 milhões. Ele foi último contratado pelo técnico Howard Wilkinson, que foi demitido no mês seguinte para ser substituído por George Graham. Novamente, seu tempo no Leeds foi afetado por suas lesões.
Ele fez 26 jogos na Premiership na temporada 1996-97, marcando cinco gols, mas uma lesão na pré-temporada o afastou por toda a temporada 1997-98 e ele não conseguiu recuperar seu lugar na equipe quando se recuperou.
No outono de 1998, o sucessor de Graham, David O'Leary, o emprestou ao Sampdoria da Serie A italiana, onde jogou sob o comando do técnico inglês David Platt, mas logo caiu em desgraça e no ano novo voltou para a Inglaterra.

### Bradford City e Portsmouth
Ele assinou por empréstimo com o Bradford City em Março de 1999, ele ajudou o clube a chegar a Primeira Divisão depois de 77 anos. Ele se juntou ao Bradford, por uma taxa de €250.000.
Na temporada 2000-01, Sharpe perdeu o seu lugar na equipe do Bradford e antes do Natal foi emprestado para o Portsmouth. Ele jogou 17 partidas na temporada e voltou para o Bradford durante a temporada 2001-02, mas quando seu contrato expirou no final da temporada.

### Exeter City, Grindavik e Garforth Town
No verão de 2002, ele assinou com o Exeter City. Durante seu tempo no Exeter, ele marcou uma vez contra o Hull City. Ele então se mudou para o Grindavík da Islândia.
Em junho de 2003 ele anunciou sua aposentadoria do futebol profissional com 32 anos. Em fevereiro de 2004, Sharpe fez um breve retorno ao futebol jogando no Garforth Town.

## Títulos
Manchester United
- Premier League: 1992-93, 1993-94, 1995-96
- Copa da inglaterra: 1993-94, 1995-96
- Copa da Liga: 1991-92
- Supercopa da Inglaterra: 1990, 1993, 1994
- Taça dos Clubes Vencedores Das Taças: 1991

Individual
- PFA Jogador Jovem do Ano: 1990-91

## Fora do futebol
Desde 2009, Sharpe foi envolvido com a ONG, Embaixadores do Desporto. Seu primeiro envolvimento veio depois de uma viagem à África do Sul e desde então, ele esteve envolvido em diferentes níveis.

## Carreira na TV
Após a aposentadoria, em 2004 e 2006, Sharpe tornou-se um comentarista da ESPN em Singapura, na Ásia, e em conjunto com Les Ferdinand, é uma celebridade do game show "Kickoff" , onde ele é conhecido como "Sharpey". Sharpe foi um comentarista da BBC durante a Copa do Mundo de 2006. Sharpe foi um dos comentadores de futebol contratado pela Abu Dhabi Sports Channel, para a sua cobertura exclusiva da Premier League. Em 25 de agosto de 2005, Sharpe lançou a autobiografia "My Idea of Fun", descrevendo o seu tempo como um jogador de futebol